# Richard Damme Bankgeschäft
Richard Damme Bankgeschäft (Dom Bankowy Richard Damme) – bank o kapitale gdańskim, działający w Gdańsku w latach 1896–1939.

## Historia
Richard Damme (1826-1916), na bazie założonego w 1859 kantoru kupieckiego, w 1896 tworzy dom bankowy Richard Damme Bankgeschäft. W 1938 jego właścicielem był Bruno Hornemann, zaś firmą współpracującą - dom bankowy Mendelssohn & Co w Berlinie. W 1939 bank przejmuje Bank der Deutschen Arbeit A.G.

## Firmy zależne
Właściciel banku był założycielem i udziałowcem wielu przedsięwzięć gospodarczych, które też były przez jego bank współfinansowane, m.in.:                                                                                        
- Danziger Privat-Actien-Bank (Gdański Bank Prywatny)[2]
- Marienburg - Mlawaer Eisenbahn (Kolej Malborsko-Mławska)
- "Weichsel" Danziger Dampfschiffahrt- und Seebad A.G. (Gdańska Żegluga Parowa i Kąpielisko "Wisła" S.A.)

## Siedziba
Siedziba banku mieściła się kolejno - przy Vorstädtischer Graben 39, obecnie Podwale Przedmiejskie (1895-1903), Karrenwall 7, ob. ul. Okopowa (1904-1922), Langer Markt 10, ob. Długi Targ (1925-1939).